# Denis Sergejewitsch Dmitrijew

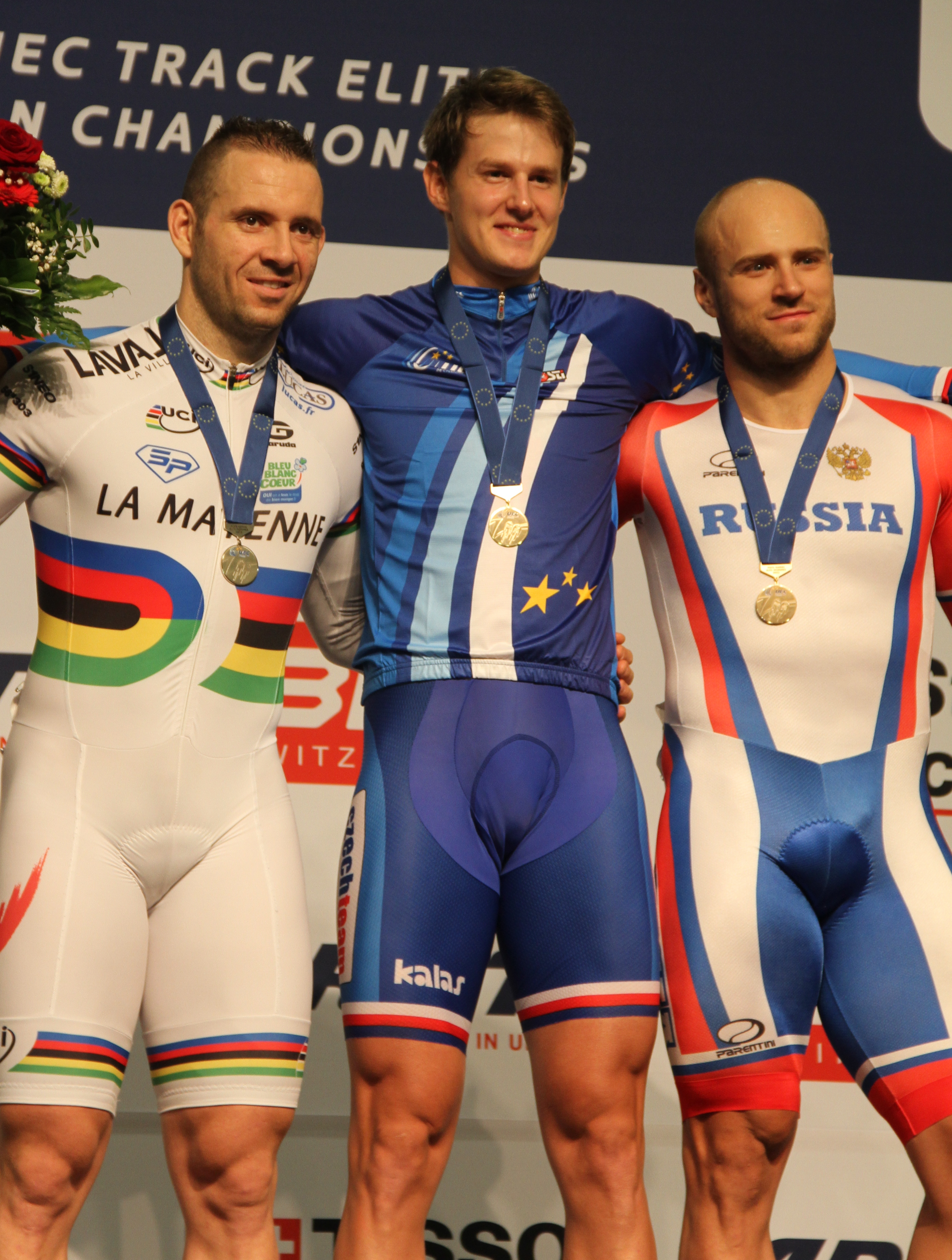
Dmitrijew (r.) bei den UEC-Bahn-Europameisterschaften 2015: Dritter im Keirin hinter Pavel Kelemen (M.) und François Pervis

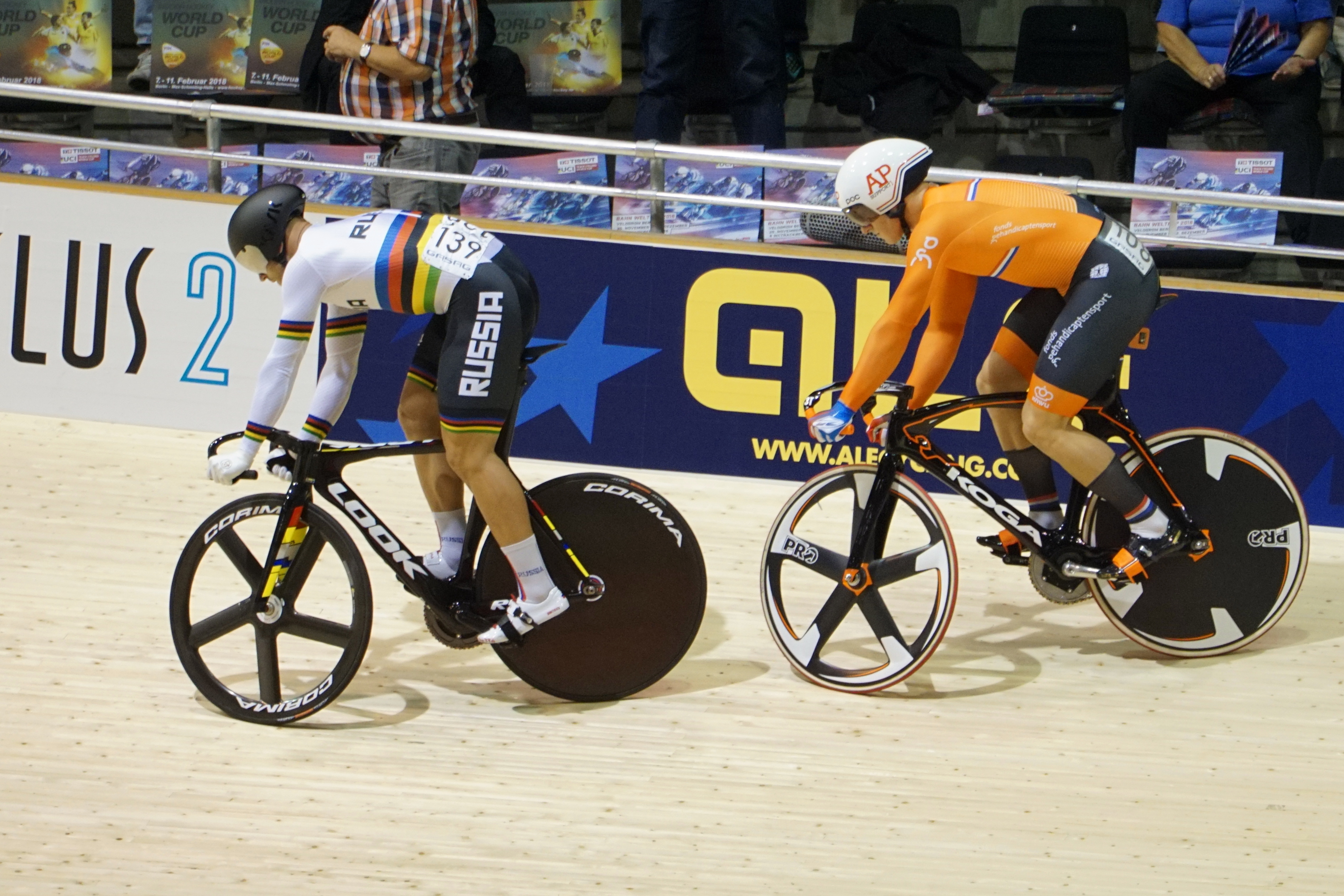
Stehversuch während der EM 2017 (r. Jeffrey Hoogland)

Denis Sergejewitsch Dmitrijew (russisch Денис Сергеевич Дмитриев, englisch Denis Dmitriev; * 23. März 1986 in Tyrnowo, Oblast Rjasan, Russische SFSR, UdSSR) ist ein ehemaliger russischer Bahnradsportler.

## Sportliche Laufbahn
2003 wurde Denis Dmitrijew Zweiter sowohl bei den Bahn-Europameisterschaften wie auch bei den Bahn-Weltmeisterschaften der Junioren im Teamsprint. Im Jahr darauf errang er bei den Junioren-Europameisterschaften in Valencia den Titel im Teamsprint, gemeinsam mit Michail Schichaljow und Stojan Wassew. 2008 wurde er erneut Europameister im Teamsprint (U23), gemeinsam mit Wasew und Pawel Jakuschewski. 2008 startete er bei den Olympischen Spielen in Peking im Sprint und im Teamsprint.
2010 wurde Denis Dmitrijew Europameister der Elite im Sprint; im Finale schlug er überraschend den Franzosen Kévin Sireau, Weltmeister im Teamsprint von 2008 und mehrfacher Vize-Weltmeister. Diesen Erfolg konnte er 2012 und 2013 wiederholen. Bei den Olympischen Spielen 2012 in London belegte er im Teamsprint Platz sieben, gemeinsam mit Sergei Kutscherow und Sergei Borissow, und im Sprint Platz fünf. Beim Bahnrad-Weltcup 2012/13 gewann er die Gesamtwertung im Sprint.
Bei den Bahnradsport-Weltmeisterschaften 2013 in Minsk wurde Dmitrijew Vize-Weltmeister im Sprint, 2014 errang er Bronze und 2015 wurde er erneut Vize-Weltmeister. Bei den Europameisterschaften im selben Jahr wurde er Dritter im Keirin. 2016 wurde Denis Dmitrijew für die Teilnahme an den Olympischen Spielen in Rio de Janeiro nominiert, wo er die Bronzemedaille im Sprint errang und im Keirin Platz 13 belegte.
Im April 2017 errang Denis Dmitrijew den Titel des Weltmeisters im Sprint. Damit ist er der erste männliche Fahrer aus Russland, der in einer Bahneinzeldisziplin eine goldene WM-Medaille errang. Im selben Jahr gewann er drei Läufe bei Weltcups.
2019 holte Dmitrijew jeweils Bronze bei den Weltmeisterschaften 2019 mit Alexander Scharapow und Jakuschewski Bronze im Teamsprint sowie bei den Europaspielen in Keirin und Sprint, und er wurde Vize-Europameister im Keirin. Bei den Olympischen Spielen in Tokio belegte er Platz vier im Sprint, Platz sechs im Teamsprint (mit Iwan Gladyschew und Pawel Jakuscheswki) und einen gemeinsamen Platz 16 im Keirin.
Nach dem Ausschluss der russischen Sportler in Folge des russischen Überfall auf die Ukraine im Jahre 2022 betreut Dmitrijew „als Trainingsspartner“ mit der chinesischen Bahn-Nationalmannschaft. Im März 2024 erklärte er seinen endgültigen Rücktritt vom aktiven Leistungsradsport.

## Erfolge
2003
- Junioren-Weltmeisterschaft – Teamsprint (mit Anton Rudoi und Stojan Wassew)
- Junioren-Europameisterschaft – Teamsprint (mit Anton Rudoi und Stojan Wassew)

2004
- Junioren-Europameister – Teamsprint (mit Stojan Wassew und Michail Schichaljow)

2006
- Europameisterschaft (U23) – Teamsprint (mit Stojan Wassew und Michail Schichaljow)

2008
- Europameister (U23) – Teamsprint (mit Stojan Wassew und Pawel Jakuschewski)

2010
- Europameister – Sprint

2011
- Europameisterschaft – Sprint
- Russischer Meister – Sprint, Teamsprint (mit Sergei Borissow und Sergei Kutscherow)

2012
- Europameister – Sprint
- Bahnrad-Weltcup in Peking – Teamsprint (mit  Sergei Borissow und Sergei Kutscherow)

2013
- Weltmeisterschaft – Sprint
- Europameister – Sprint
- Europameisterschaft – Teamsprint
- Russischer Meister – Keirin, Sprint

2014
- Weltmeisterschaft – Sprint
- Europameisterschaft – Keirin, Teamsprint (mit Nikita Schurschin und Pawel Jakuschewski)

2015
- Weltmeisterschaft – Sprint
- Bahnrad-Weltcup in Cali – Sprint
- Europameisterschaft – Keirin

2016
- Olympische Spiele – Sprint
- Weltmeisterschaft – Sprint

2017
- Weltmeister – Sprint
- Bahnrad-Weltcup in Cali – Sprint
- Bahnrad-Weltcup in Los Angeles – Sprint
- Bahnrad-Weltcup in Santiago de Chile – Teamsprint (mit Shane Perkins und Pawel Jakuschewski)
- Europameisterschaft – Sprint

2018
- Russischer Meister – Sprint, Teamsprint (mit Alexander Scharapow und Shane Perkins)

2019
- Weltmeisterschaft – Teamsprint (mit Alexander Scharapow und Pawel Jakuschewski)
- Europaspiele – Keirin, Sprint
- Europameisterschaft – Keirin

2020
- Europameister – Teamsprint (mit Pawel Jakuschewski und Iwan Gladyschew)
- Europameisterschaft – Sprint, Keirin